# اسلیم شیدی ئی‌پی
اسلیم شیدی ئی‌پی (به انگلیسی: Slim Shady EP) نخستین آلبوم چندآهنگه از هنرمند اهل ایالات متحده آمریکا امینم است که در تاریخ ۶ دسامبر ۱۹۹۷ منتشر شد. برخلاف بی‌نهایت این آلبوم به امینم کمک کرد تا توجه تهیه‌کننده مشهور وست کوست هیپ هاپ دکتر دره را به خود جلب کند که پس از آن با امینم برای پیوستن به برند افترمث قرارداد بست و مدیر اجرایی تولید آلبوم اسلیم شیدی ال‌پی شد. 